# Juan Sebastián Roldán
Juan Sebastián Roldán Proaño (26 de octubre de 1978) es un político ecuatoriano que ocupó los cargos de Ministro Secretario de Transparencia, Subsecretario de Coordinación Política, Subsecretario de Gobierno y Subsecretario de Seguridad. Desde marzo de 2018 formó parte del Gobierno del Presidente ecuatoriano, Lenin Moreno hasta febrero de 2021; en el cual fue Secretario General de Gabinete de la Presidencia y portavoz oficial.  

## Trayectoria pública
Inició su vida política como parte del movimiento Ruptura de los 25. Un año después de su creación el grupo participó en conjunto con la Rebelión de los forajidos en el derrocamiento del entonces presidente Lucio Gutiérrez. A finales de 2006, este movimiento pasó a formar parte de la coalición Alianza PAIS que buscaba la elección como presidente del economista Rafael Correa, quien ocupó el cargo desde el 2007.

### Gobierno de Correa
Juan Sebastián Roldán, durante la presidencia de Rafael Correa Delgado ocupó varios cargos, entre ellos, Subsecretario del Ministerio de Gobierno (2008) y Ministro Secretario Nacional de Transparencia de Gestión.
Durante su gestión en la Secretaría de Transparencia, encabezó varias investigaciones de relevancia que terminaron en más de 600 casos documentados y denunciados de irregularidades dentro del Estado ecuatoriano. Entre las que destacan, la denuncia por corrupción contra el exministro de Agricultura Walter Poveda, la investigación a un grupo de empleados de Petroecuador en el marco del Caso Gaspetsa y el proceso en contra del hermano de la entonces Vicepresidenta de la Asamblea Nacional, Marcela Aguiñaga, por la supuesta venta de visas a ciudadanos cubanos.

En enero de 2011, el Movimiento Ruptura anunció el fin de su alianza con el gobierno  de Correa como rechazo a la consulta popular [Enlace] de ese año, promovida por el Ejecutivo, particularmente por las reformas propuestas al sistema judicial. Luego de anunciar su separación del gobierno, Roldán renunció a su puesto y el grupo presentó una resolución que incluía la siguiente declaración: 
El presidente no puede excederse en sus funciones. En el ejercicio del poder, debemos estar dispuestos a reconocer límites. Es por eso que no encontramos justificación para la consulta popular propuesta.
La renuncia de Roldán coincidió con un momento de alta tensión política provocada por las declaraciones del entonces Secretario de Trasparencia, donde indicó que, en el marco de sus funciones, estaba investigando a los hermanos Fernando y Vinicio Alvarado, altos funcionarios del Gobierno de Correa.
El año 2014, el Consejo Nacional Electoral anunció la disolución de Ruptura de los 25.
Dos años después, Roldán anunció que formaría parte del partido Izquierda Democrática, al que se unió en 2016 junto a varios otros exintegrantes de Ruptura de los 25. 

### Gobierno de Moreno
El 13 de marzo de 2018, fue nombrado por el presidente Lenín Moreno, como Consejero de Gobierno. Dos meses después, el 16 de mayo, el presidente Moreno lo designó Secretario Particular de la Presidencia. Presentó su renuncia al cargo, siendo aceptada el 19 de febrero de 2021.